# Ciliatocardium ciliatum
Ciliatocardium ciliatum ist eine Muschel-Art aus der Familie der Herzmuscheln (Cardiidae) in der Ordnung Cardiida.

## Merkmale
Die gleichklappigen, geblähten Gehäuse werden bis 75 mm lang. Sie sind leicht ungleichseitig, die Wirbel sitzen nur wenig vor der Mittellinie (zum Vorderrand hin). Das Verhältnis Länge zu Höhe ist in etwa gleich bis leicht größer. Der Umriss ist schief, rundlich-oval. Der hintere Dorsalrand ist deutlich länger als der vordere Dorsalrand. Der hintere Dorsalrand fällt etwas steiler zum Hinterrand ab als der vordere Dorsalrand zum Vorderende. Der Hinterrand ist weit gebogen, der Vorderrand ist etwas enger gebogen. Der Vorderrand geht mit keinem erkennbaren Wechsel der Krümmung in den gleichmäßig gekrümmten Ventralrand über. Der Hinterrand geht dagegen etwas enger gerundet in den Ventralrand über. Die Lunula ist klein, aber nicht eingesenkt.
Das schmale und relativ lange Ligament liegt extern. Das Schloss weist in der rechten Klappe zwei vordere Seitenzähne auf, zwei Hauptzähne und einen hinteren Seitenzahn. Der hintere Hauptzahn ist deutlich größer als der vordere Hauptzahn. Bei den vorderen Seitenzähne ist der vordere Zahn sehr lang, der hintere Seitenzahn klein. In der linken Klappe sind nur ein vorderer Seitenzahn, zwei Hauptzähne und ein oder zwei hintere kurze Seitenzähne vorhanden. Der vordere Hauptzahl ist deutlich größer und lamellarer als der hintere Hauptzahn. Die Mantellinie ist ganzrandig. Es sind zwei annähernd gleichgroße Schließmuskeln vorhanden.
Die Schale ist dünn, fest, und nicht besonders schwer. Die Ornamentierung besteht aus 32 bis 36 radialen Rippen, die im Querschnitt dreieckig-gewinkelt sind. Die Zwischenräume sind schmal und flach, sie stehen am vorderen Ende etwas weiter auseinander. Der innere Klappenrand ist gekerbt, die Kerben korrespondieren mit den Rippen auf der Außenseite. Das olivbraune Periostrakum ist dünn, persistierend und besteht aus dichten konzentrischen Fäden. Die Schalen sind weiß mit rotbraunen Schattierungen, die aber nur an Stellen ohne Periostrakum zu sehen sind.

## Geographische Verbreitung und Lebensraum
Die Art ist circumboreal verbreitet. Im Nordatlantik ist sie in den Gewässern vor Grönland und Island verbreitet. Das südlichste Vorkommen wurde bei den Färöer (ca. 61° n. Br.) festgestellt. Im Westpazifik ist das südlichste Vorkommen vor British Columbia (48° n. Br.).
Die Tiere leben dort in etwa 10 bis 150 Metern Wassertiefe.

## Taxonomie
Das Taxon wurde 1780 von Otto Fabricius als Cardium ciliatum erstmals beschrieben. Poppe & Goto stellen das Taxon zur Gattung Clinocardium Keen, 1936. In Coan et al. wird Ciliatocardium als Untergattung von Clinocardium behandelt. Molluscabase wertet das Taxon zur eigenständigen Gattung Ciliatocardium Kafanov, 1974 auf; es ist die Typusart der Gattung. MolluscaBase nennt fünf (geographische) Unterarten:
- Ciliatocardium ciliatum ciliatum (O. Fabricius, 1780)
- Ciliatocardium ciliatum nordenskioeldi Kafanov, 1981
- Ciliatocardium ciliatum ochotense Kafanov, 1981
- Ciliatocardium ciliatum pubescens (Couthouy, 1838)
- Ciliatocardium ciliatum tchuktchense Kafanov, 1981

## Online
- Marine Bivalve Shells of the British Isles: Ciliatocardium ciliatum (Fabricius, 1780) (Website des National Museum Wales, Department of Natural Sciences, Cardiff)